# Donald E. Westlake
Œuvres principales
- Divine Providence
- Adios Shéhérazade
- Pierre qui brûle
- Le Septième
- Le Couperet

Donald Edwin Westlake, né le 12 juillet 1933 dans le district de Brooklyn, à New York et mort le 31 décembre 2008 à San Pancho au Mexique, est un écrivain et scénariste américain, également connu sous de nombreux pseudonymes (Richard Stark, Alan Marshall, Tucker Coe ...). Auteur prolifique et polyvalent, il est notamment célèbre pour ses romans policiers humoristiques mettant en scène les aventures de John Dortmunder, Parker et Alan Grofield.

## Biographie
Westlake passe son enfance dans le quartier populaire de Brooklyn et complète ses études à l'Université d'État de New York à Binghamton. De 1954 à 1956, il accomplit son service militaire dans la US Air Force. De retour à la vie civile, il exerce plusieurs petits métiers. Il devient notamment rédacteur dans une agence de littérature. Cette fréquentation du milieu littéraire le décide à embrasser la carrière d'écrivain en 1958. Deux ans plus tard paraît son premier roman, Le Zèbre (The Mercenaries). La notoriété de l'auteur ne prend toutefois son envol qu'à partir de 1967, quand Divine Providence (God Save the Mark) décroche l'Edgar du meilleur roman policier de l'année.
Écrivain prolifique et éclectique, Westlake a écrit plus d'une centaine d'ouvrages, approchant bon nombre des genres de la littérature policière que ce soit le polar humoristique (son genre de prédilection), le roman policier, le roman noir, le thriller, le fantastique ou même la science-fiction.
Pour faire paraître son abondante production, il emploie divers pseudonymes, tout particulièrement ceux de Richard Stark et Tucker Coe, mais également Edwin West, Alan Marshal, Timothy J. Culver, Curt Clark, J. Morgan Cunningham, et Grace Salacious.
Spécialiste du roman de « casse », ses deux personnages préférés et récurrents sont John Dortmunder, cambrioleur professionnel aux aventures rocambolesques poursuivi par la poisse et Parker (sous le pseudonyme de Stark), jumeau sérieux de Dortmunder, un voleur froid, cynique et efficace.
Il a remporté par trois fois le prix Edgar-Allan-Poe, et s'est vu décerner en 1993 le Grand Master Award par l'association des Mystery Writers of America. 
Le cinéma français apprécie Donald Westlake, puisque nombre de ses romans ont été adaptés en France : Le Couperet adapté par Costa-Gavras, Je suis un assassin, tiré du Contrat, par Thomas Vincent, Ordo par Laurence Ferreira-Barbosa, Le Jumeau par Yves Robert, tiré de Un jumeau singulier, ou encore La Divine Poursuite, tiré de Aztèques dansants (Dancing Aztecs), par Michel Deville, sans oublier Mise à sac (1967) par Alain Cavalier, d'après En coupe réglée (The Score) où Michel Constantin fait un « Parker » remarquable. Il convient de signaler enfin l'adaptation "sauvage" par Jean-Luc Godard de Rien dans le coffre (The Jugger) en 1967 sous le titre Made in USA.
L'écrivain lui-même collabore à quelques scénarios ou les rédige seul : Flics et voyous (1973) par Aram Avakian, adaptation de son propre roman Gendarmes et voleurs (Cops and Robbers) ; Le Beau-père par Joseph Ruben, d'après une histoire originale de Westlake, écrite en collaboration avec Carolyn Lefcourt et Brian Garfield, et surtout Les Arnaqueurs, film de Stephen Frears, une adaptation du roman éponyme de Jim Thompson pour laquelle Westlake est nommé pour l'Oscar du meilleur scénario adapté en 1991.
En 2008, Westlake meurt d'une crise cardiaque la veille du Jour de l'an, alors qu'il séjourne au Mexique en compagnie de son épouse Abigail.

## Œuvre
| Année | Titre                                        | Signature | Série          | Éventuel titre français                           | Note |
| ----- | -------------------------------------------- | --- | -------------- | ------------------------------------------------- | --- |
| 1959  | All My Lovers                                | Alan Marshall |                |                                                   | |
| 1959  | Backstage Love                               | Alan Marshall | Phil Crawford  |                                                   | Aussi paru sous le titre Apprentice Virgin |
| 1959  | Man Hungry                                   | Alan Marshall |                |                                                   | |
| 1959  | Sally                                        | Alan Marshall |                |                                                   | |
| 1960  | All About Annette                            | Alan Marshall |                |                                                   | |
| 1960  | All the Girls Were Willing                   | Alan Marshall | Phil Crawford  |                                                   | Aussi paru sous le titre What Girls Will Do |
| 1960  | A Girl Called Honey                          | Alan Marshall et Sheldon Lord                                                                                             |                |                                                   | Roman écrit à quatre mains par Westlake et Lawrence Block |
| 1960  | The Mercenaries                              | Donald E. Westlake |                | Le Zèbre                                          | Titre en Angleterre : The Smashers. Réédité en 2009 sous le titre The Cutie, voulu par Westlake.                                                                          |
| 1960  | So Willing                                   | Alan Marshall et Sheldon Lord                                                                                             |                |                                                   | Roman écrit à quatre mains par Westlake et Lawrence Block |
| 1960  | Virgin's Summer                              | Alan Marshall |                |                                                   | |
| 1960  | The Wife Next Door                           | Alan Marshall |                |                                                   | |
| 1961  | Call Me Sinner                               | Alan Marshall |                |                                                   | |
| 1961  | Passion's Plaything                          | Alan Marshall |                |                                                   | |
| 1961  | Off Limits                                   | Alan Marshall |                |                                                   | |
| 1961  | Brother and Sister                           | Edwin West |                |                                                   | |
| 1961  | Campus Doll                                  | Edwin West |                |                                                   | |
| 1961  | Young and Innocent                           | Edwin West |                |                                                   | |
| 1961  | Killing Time                                 | Donald E. Westlake |                | Bon App' !                                        | |
| 1962  | The Hunter                                   | Richard Stark | Parker         | Comme une fleur                                   | Aussi paru sous les titres Point Blank et Payback. Première aventure du cambrioleur Parker.                                                                               |
| 1962  | 361                                          | Donald E. Westlake |                | 361 ou L'Assassin de papa                         | |
| 1962  | Strange Affair                               | Edwin West |                |                                                   | |
| 1963  | Killy                                        | Donald E. Westlake |                | Un loup chasse l'autre                            | |
| 1963  | Sin Prowl                                    | Alan Marshall | Phil Crawford  |                                                   | |
| 1963  | Campus Lovers                                | Edwin West |                |                                                   | |
| 1963  | The Man With the Getaway Face                | Richard Stark | Parker         | Peau neuve ou Parker fait peau neuve              | Titre en Angleterre : Steel Hit. |
| 1963  | The Outfit                                   | Richard Stark | Parker         | La Clique ou Parker part en croisade              | |
| 1963  | The Mourner                                  | Richard Stark | Parker         | Pour l'amour de l'or                              | |
| 1963  | The Score                                    | Richard Stark | Parker         | En coupe réglée ou Parker fait main basse         | Titre en Angleterre : Killtown. |
| 1964  | Pity Him Afterwards                          | Donald E. Westlake |                | Festival de crêpe                                 | |
| 1965  | The Fugitive Pigeon                          | Donald E. Westlake |                | Le Pigeon d'argile                                | |
| 1965  | The Jugger                                   | Richard Stark | Parker         | Rien dans le coffre                               | |
| 1966  | The Seventh                                  | Richard Stark | Parker         | Le Septième ou Le Septième Homme                  | Aussi paru sous le titre The Split. |
| 1966  | The Busy Body                                | Donald E. Westlake |                | La Mouche du coche ou Les Cordons du poêle        | |
| 1966  | The Handle                                   | Richard Stark | Parker         | Sous pression ou Parker rafle la mise             | Titre en Angleterre : Run Lethal. |
| 1966  | The Spy In The Ointment                      | Donald E. Westlake |                | Pris dans la glu                                  | |
| 1966  | Kinds of Love, Kinds of Death                | Tucker Coe | Mitchell Tobin | On aime et on meurt comme ça ou Chauffé à blanc   | |
| 1967  | Murder Among Children                        | Tucker Coe | Mitchell Tobin | Le Sang des innocents ou Innocence perdue         | |
| 1967  | The Damsel                                   | Richard Stark | Grofield       | La Demoiselle                                     | |
| 1967  | The Rare Coin Score                          | Richard Stark | Parker         | Travail aux pièces                                | |
| 1967  | God Save The Mark                            | Donald E. Westlake |                | Divine Providence ou Le Pigeon récalcitrant       | Edgar du meilleur roman 1967 |
| 1967  | Philip                                       | Donald E. Westlake |                |                                                   | |
| 1967  | Anarchaos                                    | Curt Clark |                |                                                   | Texte refondu en 1989 (voir à cette année-là). |
| 1967  | The Green Eagle Score                        | Richard Stark | Parker         | Le Divan indiscret ou Parker reprend son vol      | |
| 1968  | Who Stole Sassi Manoon?                      | Donald E. Westlake |                | Kidnap-party                                      | |
| 1968  | The Black Ice Score                          | Richard Stark | Parker         | Blanc-bleu noir                                   | |
| 1969  | The Sour Lemon Score                         | Richard Stark | Parker         | Un petit coup de vinaigre                         | |
| 1969  | Somebody Owes Me Money                       | Donald E. Westlake |                | Crédit est mortou Qui gagne perd                  | |
| 1969  | Up Your Banners                              | Donald E. Westlake |                | Envoyez les couleurs ou Pour une question de peau | |
| 1969  | The Dame                                     | Richard Stark | Grofield       | La Dame                                           | |
| 1969  | The Blackbird                                | Richard Stark | Grofield       | L'Oiseau noir                                     | |
| 1969  | The Curious Facts Preceding my Execution     | Donald E. Westlake |                | Drôle d'alibi                                     | Recueil de nouvelles |
| 1970  | The Hot Rock                                 | Donald E. Westlake | Dortmunder     | Pierre qui roule ou Pierre qui brûle              | D'abord conçu comme un roman de la série Parker. Première aventure de John Dortmunder Adapté au cinéma en 1971 par Peter Yates sous le titre Les Quatre Malfrats          |
| 1970  | Adios Scheherezade                           | Donald E. Westlake |                | Adios Schéhérazade                                | |
| 1970  | Comfort Station                              | J. Morgan Cunningham |                |                                                   | |
| 1970  | Wax Apple                                    | Tucker Coe | Mitchell Tobin | Alerte aux dingues ou La Pomme de discorde        | Originellement traduit par Denise May pour la Série-Noire. Traduction revue et augmentée par Marc Boulet chez rivage/noir et publié sous la signature de Donald Westlake. |
| 1970  | A Jade in Aries                              | Tucker Coe | Mitchell Tobin | Tantes à gogo ! ou Inscrit dans les astres        | |
| 1970  | Ex Officio                                   | Timothy J. Culver |                |                                                   | Aussi paru sous le titre Power Play. |
| 1971  | Lemons Never Lie                             | Richard Stark | Grofield       | Les Citrons ne mentent jamais                     | |
| 1971  | I Gave At The Office                         | Donald E. Westlake |                | J'ai déjà donné                                   | traduction de Nicolas Bondil |
| 1971  | Deadly Edge                                  | Richard Stark | Parker         | Le Défoncé ou Parker sonne l'hallali              | |
| 1971  | Slayground                                   | Richard Stark | Parker         | Planque à Luna-Park                               | |
| 1972  | Bank Shot                                    | Donald E. Westlake | Dortmunder     | Comment voler une banque ou Le Paquet             | |
| 1972  | Cops and Robbers                             | Donald E. Westlake |                | Gendarmes et Voleurs                              | |
| 1972  | Don't Lie To Me                              | Tucker Coe | Mitchell Tobin | Le Poster menteur                                 | |
| 1972  | Plunder Squad                                | Richard Stark | Parker         | Portraits gratis                                  | Roman en lien avec Dead Skip (Vous saisissez?, Série noire no 1615) de Joe Gores, paru en 1972.                                                                           |
| 1973  | Gangway!                                     | Donald E. Westlake et Brian Garfield                                                                                      |                | Place au gang !                                   | |
| 1974  | Butcher's Moon                               | Richard Stark | Parker         | Signé Parker                                      | |
| 1974  | Help, I Am Being Held Prisoner               | Donald E. Westlake |                |                                                   | |
| 1974  | Jimmy the Kid                                | Donald E. Westlake | Dortmunder     | Jimmy the Kid ou V'là aut' chose !                | Contient des chapitres de The Child Heist, roman fantôme de Richard Stark.                                                                                                |
| 1975  | Two Much                                     | Donald E. Westlake |                | Un jumeau singulier                               | |
| 1975  | Brothers Keepers                             | Donald E. Westlake |                | Drôles de frères                                  | |
| 1976  | Dancing Aztecs                               | Donald E. Westlake |                | Aztèques dansants                                 | |
| 1977  | Enough (contient : A Travesty suivi de Ordo) | Donald E. Westlake |                | N'exagérons rien ! (A Travesty)                   | |
| 1977  | Nobody's Perfect                             | Donald E. Westlake | Dortmunder     | Personne n'est parfait ou La Joyeuse Magouille    | |
| 1979  | The Girls of my dreams                       | Donald E. Westlake |                | La Fille de mes rêves                             | Rivage/Noir Edition hors commerce |
| 1980  | Castle In The Air                            | Donald E. Westlake |                | Château en esbroufe                               | |
| 1981  | Kahawa                                       | Donald E. Westlake |                | Kahawa                                            | Traduit par Jean-Patrick Manchette |
| 1981  |                                              | Donald E. Westlake |                | Pièces détachées                                  | Recueil original français. |
| 1983  | Why Me?                                      | Donald E. Westlake | Dortmunder     | Pourquoi moi ? ou Ça n'arrive qu'à moi            | |
| 1984  | A Likely Story                               | Donald E. Westlake |                |                                                   | |
| 1984  | Levine                                       | Donald E. Westlake |                | Levine                                            | Recueil de nouvelles écrites entre 1959 et 1984 |
| 1985  | High Adventure                               | Donald E. Westlake |                | Tous les Mayas sont bons                          | traduction de Nicolas Bondil |
| 1985  | Good Behavior                                | Donald E. Westlake | Dortmunder     | Bonne Conduite ou Le ciel t'aidera ?              | |
| 1986  | Ordo                                         | Donald E. Westlake |                | Ordo                                              | Traduit par Jean-Patrick Manchette |
| 1986  | One Of Us Is Wrong                           | Samuel Holt | Sam Holt       |                                                   | |
| 1986  | I Know A Trick Worth Two Of That             | Samuel Holt | Sam Holt       |                                                   | |
| 1987  | What I Tell You Three Times Is False         | Samuel Holt | Sam Holt       |                                                   | |
| 1988  | Trust Me On This                             | Donald E. Westlake | Sara Joslyn    | Faites-moi confiance                              | |
| 1989  | Sacred Monster                               | Donald E. Westlake |                | Monstre sacré                                     | traduction de Pierre Bondil |
| 1989  | The Fourth Dimension Is Death                | Samuel Holt | Sam Holt       |                                                   | |
| 1989  | Tomorrow's Crimes                            | Donald E. Westlake |                | Anarchaos                                         | Recueil de trois courts romans de science-fiction : Anarchaos (id., 1989), Le Gagnant (The Winner, 1970), Hydre (Hydra, 1984).                                            |
| 1990  | Drowned Hopes                                | Donald E. Westlake | Dortmunder     | Dégâts des eaux                                   | Roman en lien avec 32 Cadillacs de Joe Gores, paru en 1992 |
| 1991  | The Perfect Murder                           | Jack Hitt (en), en collaboration avec Lawrence Block, Sarah Caudwell, Tony Hillerman, Peter Lovesey et Donald E. Westlake |                | Meurtre à cinq mains                              | Roman collectif, édité par Jack Hitt. Westlake en rédige deux chapitres.                                                                                                  |
| 1992  | Humans                                       | Donald E. Westlake |                | Trop humains                                      | |
| 1993  | Don't Ask                                    | Donald E. Westlake | Dortmunder     | Histoire d'os                                     | |
| 1994  | Baby, Would I Lie?                           | Donald E. Westlake | Sara Joslyn    | Moi, mentir ?                                     | Traduction de Danièle et Pierre Bondil |
| 1995  | Smoke                                        | Donald E. Westlake |                | Smoke                                             | |
| 1996  | What's The Worst That Could Happen?          | Donald E. Westlake | Dortmunder     | Au pire, qu'est-ce qu'on risque ?                 | |
| 1997  | The Ax                                       | Donald E. Westlake |                | Le Couperet                                       | Adapté au cinéma par Costa-Gavras |
| 1997  | Comeback                                     | Richard Stark | Parker         | Comeback                                          | |
| 1998  | Backflash                                    | Richard Stark | Parker         | Backflash                                         | Traduction de Pierre Bondil |
| 2000  | The Hook                                     | Donald E. Westlake |                | Le Contrat                                        | Titre en Angleterre : Corkscrew |
| 2000  | Flashfire                                    | Richard Stark | Parker         | Flashfire                                         | Adapté au cinéma en 2013 par Taylor Hackford sous le titre Parker |
| 2001  | Firebreak                                    | Richard Stark | Parker         | Firebreak                                         | |
| 2001  | Bad News                                     | Donald E. Westlake | Dortmunder     | Mauvaises Nouvelles                               | |
| 2002  | Put A Lid On It                              | Donald E. Westlake |                | Motus et bouche cousue                            | |
| 2002  | Breakout                                     | Richard Stark | Parker         | Breakout                                          | |
| 2002  | The Scared Stiff                             | Judson Jack Carmichael |                | Mort de trouille                                  | Published in the UK as by Donald E. Westlake |
| 2003  | Money For Nothing                            | Donald E. Westlake |                | Argent facile                                     | |
| 2004  | The Road to Ruin                             | Donald E. Westlake | Dortmunder     | Les Sentiers du désastre                          | |
| 2004  | Nobody Runs Forever                          | Richard Stark | Parker         | À bout de course !                                | |
| 2004  | Theives' Dozen                               | Donald E. Westlake | Dortmunder     | Voleurs à la douzaine                             | Recueil de nouvelles |
| 2004  | Walking Around Money                         | Donald E. Westlake | Dortmunder     | Des billets sur la planche                        | Nouvelle |
| 2005  | Watch Your Back!                             | Donald E. Westlake | Dortmunder     | Surveille tes arrières !                          | |
| 2006  | Ask the Parrot                               | Richard Stark | Parker         | Demandez au perroquet !                           | |
| 2007  | What's So Funny?                             | Donald E. Westlake | Dortmunder     | Et vous trouvez ça drôle ?                        | Traduction de Pierre Bondil |
| 2008  | Dirty Money                                  | Richard Stark | Parker         | Argent sale                                       | |
| 2009  | Get Real                                     | Donald E. Westlake | Dortmunder     | Top réalité                                       | Traduction de Pierre Bondil |
| 2010  | Memory                                       | Donald E. Westlake |                | Mémoire morte                                     | Écrit dans les années 1960, publié de façon posthume. |
| 2012  | The Comedy is Finished                       | Donald E. Westlake |                | Finie la comédie                                  | Écrit au début des années 1980, publié de façon posthume. Traduction de Nicolas et Pierre Bondil                                                                          |
| 2017  | Forever and a Death                          | Donald E. Westlake |                |                                                   | Écrit en 1998, publié de façon posthume. |

### Romans

#### SérieDortmunder
- Pierre qui brûle (The Hot Rock),
  - Paris, Gallimard, coll. « Série noire » no 1392, 1971 ;
  - Paris, Gallimard, coll. « Carré noir » no 367, 1980 ;
  - Paris, Gallimard, coll. « Folio », 1993 ;
  - nouvelle traduction intégrale par Alexis G. Nolent sous le titre Pierre qui roule, Paris, Payot & Rivages coll. « Rivages/Noir », no 628, 2007

 Note : Adaptation cinématographique de ce roman sous le titre Les Quatre Malfrats, un film américain réalisé par Peter Yates en 1972.
- Le Paquet (Bank Shot),
  - traduit de l'anglais par M. Sinet, Paris, Gallimard, coll. « Série noire » no 1551, 1973 ;
  - Paris, Gallimard, coll. « Carré noir » no 418, 1982 ;
  - Paris, Gallimard, coll. « Folio », 1988 ;
  - nouvelle traduction intégrale par Aldéric Gianoly sous le titre Comment voler une banque, Paris, Payot & Rivages coll. « Rivages/Noir », no 828, 2011
- V'là aut' chose ! (Jimmy the Kid),
  - traduit de l'anglais par Patrick Floersheim, Paris, Gallimard, coll. « Super noire » no 34, 1976 ;
  - nouvelle traduction intégrale sous le titre Jimmy the Kid, Paris, Payot & Rivages coll. « Rivages/Noir » no 554, 2005
- La Joyeuse Magouille (Nobody's Perfect),
  - traduit de l'anglais par Henri Collard, Paris, Gallimard, coll. « Super noire » no 114, 1978 ;
  - nouvelle traduction intégrale par Patricia Christian sous le titre Personne n'est parfait, Paris, Payot & Rivages coll. « Rivages/Noir » no 666, 2007
- Ça n'arrive qu'à moi  (Why Me),
  - traduit de l'anglais par Sophie Mayoux, Paris, Gallimard, coll. « Série noire » no 1946, 1984 ;
  - nouvelle traduction intégrale par Patricia Christian sous le titre Pourquoi moi ?, Paris, Payot & Rivages coll. « Rivages/Noir » no 601, 2006

 Note : Adaptation cinématographique de ce roman sous le titre Why me? Un plan d'enfer (Why Me ?), un film américain réalisé par Gene Quintano en 1990.
- Le ciel t’aidera ? (Good Behavior),
  - traduit de l'anglais par Rosine Fitzgerald, Paris, Gallimard, coll. « Série noire » no 2120, 1988 ;
  - nouvelle traduction intégrale par Patricia Christian sous le titre Bonne conduite, Paris, Payot & Rivages coll. « Rivages/Noir » no 727, 2009
- Dégâts des eaux (Drowned Hopes),
  - traduit de l'anglais par Jean Esch, Paris, Payot & Rivages coll. « Rivages/Thriller », 2003 ;
  - Paris, Payot & Rivages coll. « Rivages/Noir » no 599, 2006
- Histoire d'os (Don't Ask),
  - traduit de l'anglais par Jean Esch, Paris, Payot & Rivages coll. « Rivages/Thriller », 1996 ;
  - Paris, Payot & Rivages coll. « Rivages/Noir » no 347, 2000
- Au pire, qu'est-ce qu'on risque ? (What's the Worst That Could Happen ?);
  - traduit de l'anglais par Marie-Caroline Aubert, Paris, Payot & Rivages coll. « Rivages/Thriller », 2001 ;
  - Paris, Payot & Rivages coll. « Rivages/Noir » no 495, 2004
- Mauvaises Nouvelles (Bad News),
  - traduit de l'anglais par Jean Esch, Paris, Payot & Rivages coll. « Rivages/Thriller », 2002 ;
  - Paris, Payot & Rivages coll. « Rivages/Noir » no 535, 2004
- Voleurs à la douzaine (Thieves' Dozen)
  - nouvelles traduites de l'anglais par Jean Esch, Paris, Payot & Rivages coll. « Rivages/Thriller », 2008 ;
  - Paris, Payot & Rivages coll. « Rivages/Noir » no 829, 2011
- Les Sentiers du désastre (The Road to Ruin),
  - traduit de l'anglais par Jean Esch, Paris, Payot & Rivages coll. « Rivages/Thriller » 2006 ;
  - Paris, Payot & Rivages coll. « Rivages/Noir » no 709, 2008
- Des billets sur la planche, nouvelle (Walking Around Money),
  - nouvelle traduite de l'anglais par Mona de Pracontal, « in » Transgressions, tome 1, nouvelles de Donald Westlake, Anne Perry, Joyce Carol Oates, présentées par Ed McBain, Calmann-Lévy, 2006
- Surveille tes arrières ! (Watch your Back),
  - traduit de l'anglais par Jean Esch, Paris, Payot & Rivages coll. « Rivages/Thriller » 2010
  - Paris, Payot & Rivages coll. « Rivages/Noir » no 899, 2013
- Et vous trouvez ça drôle ? (What's so Funny ?),
  - traduit de l'anglais par Pierre Bondil, Paris, Payot & Rivages coll. « Rivages/Thriller », 2012
  - Paris, Payot & Rivages coll. « Rivages/Noir » no 1002, 2015
- Top réalité (Get Real),
  - traduit de l'anglais par Pierre Bondil, Paris, Payot & Rivages coll. « Rivages/Thriller », 2014

#### Autres romans
- Le Zèbre (The Mercenaries ou The Cutie),
  - Paris, Presses de la Cité, coll. « Un mystère » no 578, 1961 ;
  - Paris, Presses de la Cité, coll. « Classiques du roman policier », 1980
- Bon app' ! (Killing Time),
  - Paris, Gallimard, coll. « Série noire » no 694, 1962 ;
  - Paris, Gallimard, coll. « Carré noir » no 207, 1975
- L'Assassin de papa (361),
  - Paris, Gallimard, coll. « Série noire » no 750, 1962 ;
  - Paris, Gallimard, coll. « Carré noir » no 371, 1980 ;
  - Paris, Gallimard, coll. « Folio », 1987 ;
  - Paris, Gallimard, coll. « Folio policier », 2009
  - nouvelle traduction sous le titre 361, Paris, Rivages, coll. « Rivages/Thriller », 1997
  - Paris, Payot & Rivages, coll. « Rivages/Noir » no 414, 2001
- Un loup chasse l'autre (Killy),
  - Paris, Gallimard, coll. « Série noire » no 838, 1964, réédition 1995 ;
  - Paris, Gallimard, coll. « Carré noir » no 358, 1980 ;
  - Paris, Gallimard, coll. « Folio », 1988
- Festival de crêpes (Pity Him Afterwards),
  - Paris, Gallimard, coll. « Série noire » no 979, 1965 ;
  - Paris, Gallimard, coll. « Carré noir » no 154, 1973 ;
  - Paris, Gallimard, coll. « Folio », 1987
- Le Pigeon d'argile (The Fugitive Pigeon),
  - Paris, Gallimard, coll. « Série noire » no 986, 1965, réédition 1997
- Les Cordons du poêle (The Busy Body),
  - Paris, Gallimard, coll. « Série noire » no 1068, 1966, réédition 1997 ;
  - nouvelle traduction intégrale sous le titre La Mouche du coche, Paris, Payot & Rivages, coll. « Rivages/Noir » no 536, 2004
- Pris dans la glu (The Spy in the Ointment),
  - traduit de l'anglais par Jacques Hall, Paris, Éditions Gallimard, coll. « Série noire » no 1130, 1967 ;
  - Paris, Gallimard, coll. « Carré noir » no 411, 1981 ;
  - Paris, Gallimard, coll. « Folio », 1987
- Le Pigeon récalcitrant (God Save the Mark),
  - Paris, Gallimard,coll. « Série noire » no 1232, 1968, réédition 1997 ;
  - nouvelle traduction intégrale sous le titre Divine Providence, Payot & Rivages, coll. « Rivages/Noir » no 694, 2008
- Kidnap-party (Who Stole Sassi Manoon?),
  - Paris, Gallimard, coll. « Série noire » no 1321, 1970
- Crédit est mort (Somebody Owes Me Money),
  - Paris, Gallimard, coll. « Série noire » no 1356, 1970
  - repris sous le titre Qui gagne perd, Paris, Payot & Rivages, coll. « Rivages/Noir », 2021
- Pour une question de peau (Up Your Banners),
  - Paris, Minerve, 1990 ;
  - repris sous le titre Envoyez les couleurs, Paris, Payot & Rivages, coll. « Rivages/Noir » no 946, 2009
- Adios Schéhérezade (Adios Scheherezade),
  - Paris, Denoël, 1972 ;
  - Paris, Seuil, coll. « Points/roman », 1992 ;
  - Paris, Minerve, 2000 ;
  - traduction revue et corrigée, Paris, Payot & Rivages, coll. « Rivages/Noir » no 650, 2007
- Gendarmes et voleurs (Cops and Robbers),
  - Paris, Denoël, 1973 ;
  - Paris, Marabout, 1980
- Place au gang ! (Gangway) - écrit en collaboration avec Brian Garfield,
  - Paris, Gallimard, coll. « Série noire » no 1673, 1974
- Drôles de frères (Brothers Keepers),
  - Paris, Payot & Rivages, coll. « Rivages/Noir » no 19, 1987
- Un jumeau singulier (Two Much),
  - Paris, Fayard, coll. « Noir », 1981 ;
  - Paris, Édito-service, coll. « Les Classiques du crime », 1983 ;
  - Paris, Payot & Rivages, coll. « Rivages/Noir » no 168, 1993
- Aztèques dansants (Dancing Aztecs),
  - traduit de l'américain par Jean Esch, Paris, Rivages, coll. « Rivages/Thriller », 1994 ;
  - Paris, Payot & Rivages, coll. « Rivages/Noir » no 266, 1997
- N'exagérons rien! (A Travesty),
  - Paris, Gallimard, coll. « Super noire » no 101, 1977
- Ordo (id.),
  - traduction de Jean-Patrick Manchette, Paris, Futuropolis, 1986 ;
  - Paris, Payot & Rivages, coll. « Rivages/Noir » no 221, 1995
- Château en esbroufe (Castle in the Air),
  - Paris, Gallimard, coll. « Série noire » no 1846, 1981 ;
  - Paris, Gallimard, coll. « Folio », 2005
- Kahawa (id.),
  - traduction de Jean-Patrick Manchette, Paris, Presses de la Cité, 1983 ;
  - Paris, Belfond, 1990 ;
  - Paris,  Rivages, coll. « Rivages/Noir » no 277, 1997
- Faites-moi confiance (Trust Me on This),
  - Paris, Rivages coll. « Rivages/Thriller », 1995 ;
  - Paris, Rivages, coll. « Rivages/Noir » no 309, 1998
- Monstre sacré  (Sacred Monster),
  - Paris, Payot & Rivages coll. « Rivages/Thriller », 2011
- Trop humains (Humans),
  - Paris, Payot & Rivages, coll. « Rivages/Noir » no 340, 1999
- Moi, mentir ? (Baby, Would I Lie?),
  - Paris, Payot & Rivages coll. « Rivages/Thriller », 1998 ;
  - Paris, Payot & Rivages, coll. « Rivages/Noir » no 422, 2002
- Smoke (Smoke),
  - Paris, Payot & Rivages coll. « Rivages/Thriller », 2000 ;
  - Paris, Payot & Rivages, coll. « Rivages/Noir » no 400, 2001
- Le Couperet (The Ax),
  - Paris, Payot & Rivages coll. « Rivages/Thriller », 1998 ;
  - Paris, Payot & Rivages, coll. « Rivages/Noir » no 375, 2000
- Le Contrat (The Hook),
  - traduit de l'américain par Daniel Lemoine, Paris, Payot & Rivages coll. « Rivages/Thriller », 2000 ;
  - Paris, Payot & Rivages, coll. « Rivages/Noir » no 490, 2003
- Motus et bouche cousue (Put a Lid On it),
  - Paris, Payot & Rivages coll. « Rivages/Thriller », 2005 ;
  - Paris, Payot & Rivages, coll. « Rivages/Noir » no 728, 2009
- Mort de trouille (The Scared Stiff),
  - Paris, Payot & Rivages coll. « Rivages/Thriller », 2006 ;
  - Paris, Payot & Rivages, coll. « Rivages/Noir » no 784, 2010
- Argent facile (Money for Nothing),
  - Paris, Payot & Rivages coll. « Rivages/Thriller », 2007 ;
  - Paris, Payot & Rivages, coll. « Rivages/Noir » no 783, 2010
- Mémoire morte (Memory),
  - Paris, Payot & Rivages coll. « Rivages/Thriller »,, 2012
  - Paris, Payot & Rivages, coll. « Rivages/Noir » no 971, 2014
- J'ai déjà donné (I Gave At The Office),
  - Paris, Payot & Rivages coll. « Rivages/Thriller », 2016
- Tous les Mayas sont bons (High Adventure),
  - Paris, Payot & Rivages coll. « Rivages/Noir », 2018

#### SérieGrofield, signée Richard Stark
- La Demoiselle (The Damsel),
  - Paris, Rivages, coll. « Rivages/Noir » no 41, 1988
- La Dame (The Dame),
  - Paris, Rivages, coll. « Rivages/Noir » no 170, 1993
- L'Oiseau noir (The Blackbird),
  - Paris, Gallimard, coll. « Série noire » no 1401, 1971
- Les Citrons ne mentent jamais (Lemons Never Lie),
  - Paris, Gallimard, coll. « Série noire » no 1457, 1971

#### SérieParker, signée Richard Stark
- Comme une fleur (The Hunter),
  - Paris, Gallimard, coll. « Série noire » no 808, 1963 ;
  - Paris, Gallimard, coll. « Carré noir » no 167, 1974

 Note : Adapté au cinéma en 1967 par John Boorman sous le titre Le Point de non-retour, en 1999 par Brian Helgeland sous le titre Payback et par Shane Black dans Play Dirty
- Peau neuve (The Man with the Getaway Face),
  - Paris, Gallimard, coll. « Série noire » no 854, 1964 ;
  - réédition sous le titre Parker fait peau neuve, Paris, Gallimard, coll. « Carré noir » no 184, 1974
- La Clique (The Outfit),
  - Paris, Gallimard, coll. « Série noire » no 870, 1964 ;
  - réédition sous le titre Parker part en croisade, Paris, Gallimard, coll. « Carré noir » no 185, 1974

 Note : Adapté au cinéma en 1973 par John Flynn sous le titre Échec à l'organisation.
- Pour l'amour de l'or (The Mourner),
  - Paris, Gallimard, coll. « Série noire » no 885, 1964
- En coupe réglée (The Score),
  - Paris, Gallimard, coll. « Série noire » no 958, 1965 ;
  - réédition sous le titre Parker fait main basse, Paris, Gallimard, coll. « Carré noir » no 186, 1974

 Note : adapté au cinéma en 1967 sous le titre Mise à sac.
- Rien dans le coffre (The Jugger),
  - Paris, Gallimard, coll. « Série noire » no 1025, 1966
- Sous pression (The Handle),
  - Paris, Gallimard, coll. « Série noire » no 1074, 1966 ;
  - réédition sous le titre Parker rafle la mise, Paris, Gallimard, Carré noir no 187, 1974
- Le Septième Homme (The Seventh),
  - Paris, Gallimard, coll. « Série noire » no 1089, 1966 ;
  - réédition sous le titre Le Septième, Paris, Payot & Rivages, coll. « Rivages/Noir » no 516, 2004
- Travail aux pièces (The Rare coin score),
  - Paris, Gallimard, coll. « Série noire » no 1187, 1968
- Le Divan indiscret (The Green Eagle Score),
  - Paris, Gallimard, coll. « Série noire » no 1207, 1968 ;
  - réédition sous le titre Parker reprend son vol, Paris, Gallimard, coll. « Carré noir »r no 188, 1974
- Blanc-bleu noir (The Black Ice Score),
  - Paris, Gallimard, coll. « Série noire » no 1260, 1969
- Un petit coup de vinaigre (The Sour Lemon Score),
  - Paris, Gallimard, coll. « Série noire » no 1309, 1969
- Le Défoncé (Deadly Edge),
  - Paris, Gallimard, coll. « Série noire » no 1449, 1971 ;
  - réédition sous le titre Parker sonne l'hallali, Paris, Gallimard, coll. « Carré noir » no 189, 1974
- Planque à Luna-Park (Slayground),
  - Paris, Gallimard, coll. « Série noire » no 1472, 1972

Note : adapté au cinéma en 1983 sous le titre Slayground
- Portraits gratis (Plunder Squad),
  - Paris, Gallimard, coll. « Série noire » no 1613, 1973
- Signé Parker (Butcher's Moon),
  - Paris, Gallimard, coll. « Super noire » no 23, 1975
- Comeback (Comeback),
  - Paris, Rivages, coll. « Rivages/Thriller », 1998 ;
  - Paris, Payot & Rivages, coll. « Rivages/Noir » no 415, 2001
- Backflash (Backflash),
  - Paris, Payot & Rivages, coll. « Rivages/Thriller », 2001 ;
  - Paris, Payot & Rivages, coll. « Rivages/Noir » no 473, 2003
- Flashfire (Flashfire),
  - Paris, Payot & Rivages, coll. « Rivages/Thriller », 2004 ;
  - Paris, Payot & Rivages, coll. « Rivages/Noir »r no 582, 2005

 Note : Adapté au cinéma en 2013 par Taylor Hackford sous le titre Parker.
- Firebreak (Firebreak),
  - Paris, Payot & Rivages, coll. « Rivages/Thriller »,, 2005 ;
  - Paris, Payot & Rivages, coll. « Rivages/Noir » no 707, 2008
- Breakout (Breakout)
  - Paris, Payot & Rivages, coll. « Rivages/Thriller », 2008 ;
  - Paris, Payot & Rivages, coll. « Rivages/Noir » no 827, 2011
- À bout de course ! (Nobody Runs Forever)
  - Paris, Payot & Rivages, coll. « Rivages/Thriller », 2009
  - Paris, Payot & Rivages, coll. « Rivages/Noir » no 934, 2013
- Demandez au perroquet (Ask the Parrot),
  - Paris, Payot & Rivages, coll. « Rivages/Thriller », 2012
  - Paris, Payot & Rivages, coll. « Rivages/Noir » no 1043, 2017
- Argent sale (Dirty Money),
  - Paris, Payot & Rivages, coll. « Rivages/Thriller », 2013

| N° | Année | Titre original                | Titres Série noire            | Titre Carré noir        | Titre Rivage            |
| 1  | 1962  | The Hunter                    | Comme une fleur               | Comme une fleur         |                         |
| 2  | 1963  | The Man With the Getaway Face | Peau neuve                    | Parker fait peau neuve  |                         |
| 3  | 1963  | The Outfit                    | La Clique                     | Parker part en croisade |                         |
| 4  | 1963  | The Mourner                   | Pour l'amour de l'or          |                         |                         |
| 5  | 1963  | The Score                     | En coupe réglée               | Parker fait main basse  |                         |
| 6  | 1965  | The Jugger                    | Rien dans le coffre           |                         |                         |
| 7  | 1966  | The Seventh                   | Le Septième Homme             |                         | Le Septième             |
| 8  | 1967  | The Handle                    | Sous pression                 | Parker rafle la mise    |                         |
| 9  | 1967  | The Damsel                    |                               |                         | La Demoiselle           |
| 10 | 1967  | The Rare Coin Score           | Travail aux pièces            |                         |                         |
| 11 | 1967  | The Green Eagle Score         | Le Divan indiscret            | Parker reprend son vol  |                         |
| 12 | 1969  | The Dame                      |                               |                         | La Dame                 |
| 13 | 1968  | The Black Ice Score           | Blanc-bleu noir               |                         |                         |
| 14 | 1969  | The Sour Lemon Score          | Un petit coup de vinaigre     |                         |                         |
| 15 | 1971  | Deadly Edge                   | Le Défoncé                    | Parker sonne l'hallali  |                         |
| 16 | 1969  | The Blackbird                 | L'Oiseau noir                 |                         |                         |
| 17 | 1971  | Slayground                    | Planque à Luna-Park           |                         |                         |
| 18 | 1971  | Lemons Never Lie              | Les citrons ne mentent jamais |                         |                         |
| 19 | 1972  | Plunder Squad                 | Portraits gratis              |                         |                         |
| 20 | 1974  | Butcher's Moon                | Signé Parker                  |                         |                         |
| 21 | 1997  | Comeback                      |                               |                         | Comeback                |
| 22 | 1998  | Backflash                     |                               |                         | Backflash               |
| 23 | 2000  | Flashfire                     |                               |                         | Flashfire               |
| 24 | 2001  | Firebreak                     |                               |                         | Firebreak               |
| 25 | 2002  | Breakout                      |                               |                         | Breakout                |
| 26 | 2004  | Nobody Runs Forever           |                               |                         | À bout de course !      |
| 27 | 2006  | Ask the Parrot                |                               |                         | Demandez au perroquet ! |
| 28 | 2008  | Dirty Money                   |                               |                         | Argent sale             |

#### SérieTobin, signée Tucker Coe
- Chauffé à blanc (Kinds of Love, Kinds of Death),
  - Paris, Gallimard, coll. « Série noire » no 1176, 1968
  - Dans une nouvelle traduction revue et complétée, signée Donald Westlake, sous le titre On aime et on meurt comme ça, Paris, Rivages & Payot, coll. « Rivages/Noir » no 898, 2013
- Le sang des innocents (Murder Among Children),
  - Paris, Gallimard, coll. « Série noire » no 1235, 1968
  - Dans une nouvelle traduction revue et complétée, signée Donald Westlake, sous le titre Innocence perdue, Paris, Rivages & Payot, coll. « Rivages/Noir » no 848, 2012
- Alerte aux dingues (Wax Apple),
  - Paris, Gallimard, coll. « Série noire » no 1377, 1970
  - Dans une nouvelle traduction revue et complétée, signée Donald Westlake, sous le titre La Pomme de discorde, Paris, Rivages & Payot, coll. « Rivages/Noir » no 990, 2015
- Tantes à gogo (A Jade in Aries),
  - Paris, Gallimard, coll. « Série noire » no 1452, 1971
  - Dans une nouvelle traduction revue et complétée, signée Donald Westlake, sous le titre Inscrit dans les astres, Paris, Rivages & Payot, coll. « Rivages/Noir » no 1030, 2016
- Le Poster menteur (Don't Lie to Me),
  - Paris, Gallimard, coll. « Série noire » no 1590, 1973

#### SérieSam Holt, signée Samuel Holt
- One Of Us Is Wrong (1986)
- I Know A Trick Worth Two Of That (1986)
- What I Tell You Three Times Is False (1987)
- The Fourth Dimension Is Death (1989)

### Recueils de nouvelles
- Drôle d'alibi (The Curious Facts Preceding My Execution),
  - Paris, Gallimard, coll. « Série noire » no 1303, 1969
- Pièces détachées, recueil français original,
  - Paris, Néo, coll. « Le Miroir obscur », 1981 ;
  - Paris, Manitoba/Belles-Lettres, coll. « Le Cabinet noir », 1999
- Levine (Levine)
  - Paris, Rivages, coll. « Rivages/Noir » no 26, 1987
- Anarchaos (Tomorrow's Crimes),
  - Paris, Denoël, coll. « Présences du futur » no 525, 1991
- La Fille de mes rêves
  - Paris, Payot & Rivages, coll. « Rivages/Noir » Edition hors commerce, 2011

## Filmographie

### Comme scénariste
- 1973 : Flics et Voyous (Cops and Robbers), film américain réalisé par Aram Avakian, écrit d’après son roman éponyme, avec Cliff Gorman et Joseph Bologna.
- 1979 : Hot Stuff, film américain réalisé par Dom DeLuise, co-scénariste avec Michael Kane.
- 1979 : épisode pilote de la série télévisée Supertrain réalisé par Dan Curtis.
- 1987 : Le Beau-père, film américain réalisé par Joseph Ruben, d’après une histoire originale de Westlake adapté par lui-même en collaboration avec Brian Garfield et Carolyn Lefcourt, avec Terry O'Quinn et Shelley Hack.
- 1990 : Les Arnaqueurs (The Grifters), film américain réalisé par Stephen Frears, d’après le roman roman homonyme de Jim Thompson.
- 1990 : Why me? Un plan d'enfer (Why Me?), film américain réalisé par Gene Quintano, d’après son roman éponyme, avec Christophe Lambert, Kim Greist et Christopher Lloyd.
- 1995 : Fly Paper, épisode 7 de la saison 2 de la série télévisée Fallen Angels, d’après la nouvelle éponyme de Dashiell Hammett
- 2005 : Mr. Ripley et les Ombres (Ripley Under Ground), film franco-britannico-allemand réalisé par Roger Spottiswoode d’après le roman Ripley et les Ombres (Ripley Under Ground) de Patricia Highsmith, avec Barry Pepper, Jacinda Barrett, Willem Dafoe et Claire Forlani.

### Comme auteur adapté

#### Au cinéma et à la télévision
- 1962 : Feel of the Trigger, épisode de la série télévisée 87th Precinct réalisé par Maurice Geraghty d’après un texte de Westlake.
- 1963 : Le commissaire mène l'enquête, film français réalisé par Fabien Collin.
- 1966 : Made in USA, film français réalisé par Jean-Luc Godard d’après le roman Rien dans le coffre (The Jugger), avec Anna Karina, Jean-Pierre Léaud et László Szabó.
- 1967 : The Busy Body, film américain réalisé par William Castle d’après le roman éponyme, avec Sid Caesar, Robert Ryan, Anne Baxter et Kay Medford.
- 1967 : Le Point de non-retour (Point Blank), film américain réalisé par John Boorman d’après le roman Comme une fleur (The Hunter) écrit sous le pseudonyme de Richard Stark, avec Lee Marvin, Angie Dickinson, Keenan Wynn, Carroll O'Connor, Lloyd Bochner et John Vernon.
- 1967 : Mise à sac, film français réalisé par Alain Cavalier d'après le roman En coupe réglée (The Score), avec Michel Constantin, Daniel Ivernel, Franco Interlenghi, Paul Le Person et Irène Tunc.
- 1968 : Le crime, c'est notre business (The Split), film américain réalisé par Gordon Flemyng d’après le roman éponyme, avec Jim Brown, Diahann Carroll, Julie Harris, Gene Hackman, Warren Oates, Donald Sutherland et Ernest Borgnine.
- 1968 : One an a Island, épisode 15 de la saison 1 de Journey to the Unknown (en) réalisé par Noël Howard d’après un texte de Westlake.
- 1972 : Les Quatre Malfrats, film américain réalisé par Peter Yates d’après le roman Pierre qui roule (The Hot Rock), avec Robert Redford, George Segal, Moses Gunn et Zero Mostel.
- 1973 : Échec à l'organisation (The Outfit), film américain réalisé par John Flynn d’après le roman Parker part en croisade (The Outfit) écrit sous le pseudonyme de Richard Stark, avec Robert Duvall, Robert Ryanet Karen Black.
- 1974 : Bank Shot, film américain réalisé par Gower Champion d’après le roman Comment voler une banque (Bank Shot), avec George C. Scott, Joanna Cassidy, Sorrell Booke, G. Wood et Clifton James.
- 1976 : Come ti rapisco il pupo, film italien réalisé par Lucio De Caro d’après le roman Bank Shot, avec Walter Chiari.
- 1982 : Jimmy the Kid, film américain réalisé par Gary Nelson d’après le roman éponyme, avec Paul Le Mat et Gary Coleman.
- 1983 : Slayground, film américain réalisé par Terry Bradford d’après le roman éponyme, avec Peter Coyote, Mel Smith et Billie Whitelaw.
- 1984 : Le Jumeau, film français réalisé par Yves Robert d’après le roman Un jumeau singulier (Two Much), avec Pierre Richard, Jean-Pierre Kalfon, Camilla More, Carey More et Jacques Frantz.
- 1989 : Stepfather II, film américain réalisé par Jeff Burr, remake du film de 1987.
- 1991 : Dis moi qui tu hais, épisode 3 de la saison 1 de Myster Mocky présente réalisé par Jean-Pierre Mocky d’après le roman éponyme.
- 1995 : Two Much, film américain réalisé par Fernando Trueba d’après le roman Un jumeau singulier, avec Antonio Banderas, Melanie Griffith, Daryl Hannah et Danny Aiello.
- 1997 : La Divine Poursuite, film français réalisé par Michel Deville, d’après le roman Aztèques dansants (Dancing Aztecs), avec Antoine de Caunes, Emmanuelle Seigner, Élodie Bouchez et Denis Podalydès.
- 1999 : Payback, film américain réalisé par Brian Helgeland, d’après le roman Comme une fleur (The Hunter) écrit sous le pseudonyme de Richard Stark, avec Mel Gibson, Maria Bello, Gregg Henry, David Paymer, Bill Duke, Kris Kristofferson, John Glover, Deborah Kara Unger et Lucy Liu.
- 1999 : Jimmy the Kid, film allemand réalisé par Wolfgang Dickmann d'après le roman éponyme, avec Herbert Knaup et Rufus Beck.
- 1999 : Un brin de meurtre (A Slight Case of Murder), téléfilm américain réalisé par Steven Schachter d’après le roman éponyme, avec William H. Macy, Adam Arkin et Felicity Huffman.
- 2001 : Escrocs (What's the Worst That Could Happen ?), film américain réalisé par Sam Weisman d’après le roman éponyme (Au pire, qu’est-ce qu’on risque en vf), avec Martin Lawrence et Danny DeVito.
- 2004 : Je suis un assassin, film français réalisé par Thomas Vincent d’après le roman Le Contrat (The Hook), avec François Cluzet, Karin Viard, Bernard Giraudeau et Anne Brochet.
- 2004 : Ordo, film français réalisé par Laurence Ferreira Barbosa d’après le roman éponyme, avec Roschdy Zem, Marie-Josée Croze et Marie-France Pisier.
- 2005 : Le Couperet, film français réalisé par Costa-Gavras d’après le roman Le Couperet (The Ax), avec José Garcia, Karin Viard, Ulrich Tukur et Olivier Gourmet.
- 2009 : Le Beau-père (The Stepfather), film américain réalisé par Nelson McCormick, remake du film du même nom sortit en 1987, avec Dylan Walsh, Penn Badgley, Sela Ward et Amber Heard.
- 2012 : Baby, I Got Your Money, court-métrage américain réalisé par Jack Gattanella d’après la nouvelle Somebody Owes Me Money.
- 2013 : Parker, film américain réalisé par Taylor Hackford d’après le roman Flashfire, avec Jason Statham, Jennifer Lopez, Nick Nolte et Michael Chiklis.
- 2025 : The Actor, film américain de Duke Johnson, d'après le roman posthume Mémoire morte
- prévu en 2025 : Aucun autre choix (어쩔수가없다) de Park Chan-wook.
- prévu en 2025 : Play Dirty de Shane Black

#### Au théâtre
- Bruno Boeglin, 2007 : Trop humain d’après Donald E. Westlake, Théâtre de l'Élysée Lyon.

## Prix et distinctions

### Prix
- Prix Mystère de la critique 1972 du meilleur roman étranger pour Pierre qui brûle[6]
- Grand Master Award 1993[7]
- Prix Macavity 1998 du meilleur roman pour The Ax[8]
- Trophées 813 1999 du meilleur roman étranger pour Le Couperet[9]
- Prix Mystère de la critique 2001 du meilleur roman étranger pour Le Contrat[6]

### Nominations
- Prix Edgar-Allan-Poe 1961 du meilleur premier roman pour The Mercenaries[7]
- Prix Edgar-Allan-Poe 1967 du meilleur roman pour The Busy Body[7]
- Prix Edgar-Allan-Poe 1968 du meilleur roman pour God Save the Mark[7]
- Prix Edgar-Allan-Poe 1970 du meilleur livre de poche original pour The Sour Lemon Score[7]
- Prix Edgar-Allan-Poe 1971 du meilleur roman pour The Hot Rock[7]
- Prix Edgar-Allan-Poe 1983 du meilleur roman pour Kahawa[7]
- Prix Anthony 1991 du meilleur roman graphique pour The Outfit[10]
- Prix Hammett 1992 pour Humans[11]
- Prix Barry 2002 du meilleur roman pour Bad News[12]

### Sources
- Claude Mesplède (dir.), Dictionnaire des littératures policières, vol. 1 : A - I, Nantes, Joseph K, coll. « Temps noir », 2007, 1054 p. (ISBN 978-2-910686-44-4, OCLC 315873251), p. 609-610 (Dortmunder).
- Claude Mesplède (dir.), Dictionnaire des littératures policières, vol. 2 : J - Z, Nantes, Joseph K, coll. « Temps noir », 2007, 1086 p. (ISBN 978-2-910686-45-1, OCLC 315873361), p. 485- 486 (Parker) et 1011-1014.
- Claude Mesplède, Les années "Série noire" : bibliographie critique d'une collection policière, vol. 2 : 1959-1966, Amiens, Editions Encrage, coll. « Travaux » (no 17), 1993, 4 p. (ISBN 978-2-906389-43-4).
- Claude Mesplède et Jean-Jacques Schleret, SN, voyage au bout de la Noire : inventaire de 732 auteurs et de leurs œuvres publiés en séries Noire et Blème : suivi d'une filmographie complète, Paris, Futuropolis, 1982, 476 p. (OCLC 11972030).